# Indaiabira
Indaiabira este un oraș în Minas Gerais (MG), Brazilia.